# あま恋シロップス 〜恥じらう恋心でシたくなる甘神様の恋祭り〜
『あま恋シロップス 〜恥じらう恋心でシたくなる甘神様の恋祭り〜』（あまこいシロップス はじらうこころでしたくなるあまがみさまのこいまつり）は、MintCUBEより2015年2月27日に発売された18禁美少女アドベンチャーゲーム。

## 登場人物

### 主人公
花鳥 幸和（かとり さちかず）
本編の主人公。『三十日庵』で見習いとして働く。

### メインヒロイン
綿貫 つゆり （わたぬき つゆり）
声 - 奏雨
身長：154cm スリーサイズ：B82（C）/ W56/ H84
民宿 兼 和菓子屋 『三十日庵』 の一人娘。
アナステシア・ローズ
声 - 榊るな
身長：158cm スリーサイズ：B86（D）/ W56/ H88
イギリス人留学生。愛称はアン。明るく行動的な性格をしている。
花鳥 鈴 （かとり りん）
声 - 百瀬ぽこ
身長：145cm スリーサイズ：B75（B）/ W55/ H78
主人公の妹。
日下 穂積 （くさか ほずみ）
声 - 渡辺涼子
身長：身長：162cm スリーサイズ：B90（F）/ W59/ H88
日下神社の女性宮司で『三十日庵』 に居候する。
まんじゅう様／こころ
声 - 遥そら
特殊能力を持つ土地神様。

### サブキャラクター
十六夜 小夜（いざよい さよ）
声 - 夏野こおり
穂積と同学年で、幸和やつゆりとは長い付き合い。
綿貫 たくみ（わたぬき たくみ）
声 - 若宮修一
つゆりの父で、三十日庵の店主兼和菓子職人。
綿貫 あやめ（わたぬき あやめ）
声 - 羽鳥いち
つゆりの母で、三十日庵の女将。
日下 愛樹（くさか あき）
声 - 海原エレナ
穂積の母で日下神社の宮司。

## スタッフ
- キャラクターデザイン・原画 - ぱん、すいみゃ
- シナリオ - 仲田恵、夏森公彦